# Lars Groeneveld
Lars Groeneveld (* 14. September 1984 in Starnberg) ist ein deutscher Jazzmusiker (Klarinette, Bassklarinette, auch Saxophon, Komposition).

## Leben und Wirken
Groeneveld spielte als Kind zunächst volkstümliches Akkordeon; auch hatte er klassischen Klavierunterricht. Nach seiner Ausbildung zum Fachinformatiker in Erlangen und erster Berufstätigkeit als Software-Entwickler gewann die Musik erneut Bedeutung. An der Musikschule Fürth nahm er bei Norbert Gabla Unterricht in Jazz-Akkordeon und Bandoneon, bei dem er auch die Improvisation entdeckte. 24-jährig wechselte er zur Klarinette. Ab 2010 besuchte er die Berufsfachschule für Musik, wo er 2013 einen Abschluss machte. Anschließend studierte er an der Hochschule für Musik Nürnberg sowie 2016 für acht Monate am Conservatorium van Amsterdam, um von 2018 bis 2021 den Master of Music im Hauptfach Jazz-Klarinette/Bassklarinette an der Hochschule für Musik und Theater München zu absolvieren.
Groeneveld trat mit Musikern wie Tony Lakatos, Lutz Häfner, Bob Mintzer, Kim Barth und Paulo Morello auf und spielte mit dem Oumuamua Orchestra um Evgenij Zelikman auf dem Jazzfestival Würzburg. Weiterhin gründete er eigene Bandprojekte wie zunächst nanuk II-V und das Latin-Jazz-Quintett Rio Acima, für die er auch arrangierte und komponierte. Seit 2017 spielte er auch im eigenen Trio, das der Musik von Jimmy Giuffre gewidmet ist, zunächst mit Johannes Emminger und Alex Bayer. Mit seinem zweiten Trio Trippin’ Triangle, das er mit dem Gitarristen Max Heimler und dem Kontrabassisten Markus Milian besetzte, veröffentlichte er 2023 bei Unit Records sein Debütalbum Induced. Weiterhin ist er auf dem Album TsunamiSurfer von Prinz Chaos II. und der EP Don’t Try des Oumuamua Orchestra zu hören.
Außerdem lehrt Groeneveld an Musikschulen.